# Convexoendothyra
Convexoendothyra es un género de foraminífero bentónico considerado un sinónimo posterior de Plectogyranopsis de la subfamilia Endothyranopsinae, de la familia Endothyridae, de la superfamilia Endothyroidea, del suborden Fusulinina y del orden Fusulinida. Su especie tipo era Endothyra convexa. Su rango cronoestratigráfico abarcaba el Dinantiense (Carbonífero inferior).

## Discusión
Clasificaciones más recientes incluirían Convexoendothyra en el suborden Endothyrina, del orden Endothyrida, de la subclase Fusulinana de la clase Fusulinata. Algunas clasificaciones incluirían Convexoendothyra en la familia Endothyranopsidae.

## Clasificación
Convexoendothyra incluía a la siguiente especie:
- Convexoendothyra convexa †, aceptada como Plectogyranopsis convexa